# Moviment Socialista d'Eivissa i Formentera
Moviment Socialista d'Eivissa i Formentera (MSEF) fou un grup polític constituït a Eivissa i Formentera vers el 1976, de caràcter socialista autogestionari, nacionalista en del marc dels Països Catalans i partidari del dret a l'autodeterminació. Tenia com a referents a Mallorca i a Menorca el Partit Socialista de les Illes (PSI), futurl Partit Socialista de Mallorca (PSM), i el Moviment Socialista de Menorca (MSM).
A les eleccions generals espanyoles de 1977 demanaren el vot al Congrés dels Diputats per a la coalició Unitat Socialista, composta pel Partit Socialista de les Illes (PSI), Partit Socialista Popular (PSP), Grup Autonomista i Socialista de les Illes, (GASI) i Moviment Socialista de Menorca (MSM), i pel que fa al Senat, pel Bloc Autonomista (format pel PSP, Partit Social Demòcrata, PSD i PCE), encapçalat per Isidor Marí Mayans.